# Seul contre Rome
Seul contre Rome (titre original : Solo contro Roma)  est un film italien réalisé par Luciano Ricci, sorti en Italie en septembre  1962 et en France en mai 1963.

## Synopsis
Le consul roman Lucius Svetenius, après avoir conquis la ville d’Alesia, laisse la présidence de la ville au tribun Sylla.Ce dernier désobéissant au ordres reçus opprime la population et fait arrêter Goruk et sa sœur Fabiola ainsi que Brenno le fiancé de cette dernière. Brenno est envoyé combattre dans l’arène…

## Fiche technique
- Titre italien : Solo contro Roma
- Titre français : Seul contre Rome
- Réalisation : Luciano Ricci (sous le nom de « Herbert Wise »)
- Réalisation de la seconde équipe : Riccardo Freda (scènes de bataille)
- Scénario :  Ernesto Gastaldi, Gianni Astolfi, Ennio Mancini et Marco Vicario
- Musique : Armando Trovaioli
- Images : Silvano Ippoliti
- Année de production : 1961
- Distribution en France :Cosmopolis films et les films Marbeuf
- montage :Roberto Cinquini
- production : Atlantica Cinematografica Rome
- Aspect ratio 2.35 :1
- Genre : péplum
- Durée : 80 minutes
- Dates de sortie : 
  -  Italie : 6 septembre 1962
  -  France : 3 mai 1963

## Distribution
- Lang Jeffries : Brenno
- Rossana Podesta : Fabiola
- Philippe Leroy : Sylla
- Gabriele Tinti : Goruk
- Luciana Angiolillo : Servante de Saron
- Giorgio Nenadovic : centurion Caius
- Goffredo Unger :  vieux chrétien
- Rinaldo Zamperla
- Giancarlo Bastianoni : Un prisonnier
- Renato Terra : Samo entraineur des gladiateurs
- Angelo Bastianoni

## Voix françaises
- Marcelle Lajeunesse (Fabiola)
- Jean Claudio (Consul Svetenius)
- Jacques Eyser (Un chef gaulois)
- Pierre Leproux (Serviteur de Saron)
- Claude Joseph (Soldat romain)
- Marc Cassot (Sylla)
- Mireille Darc (Servante)
- Fernand Fabre (Vieux chretien)
- Henri Djanik (Un gaulois)
- Georges Atlas (Samo )
- Henri Djanik (Kinos )
- Michel Gatineau (Caius)
- Yves Brainville (Un gaulois)
- Louis Arbessier (Saron)
- Jacques Torrens (Brenno)

- Adaptation française[1] : Jacques Michau, Dialogues : Lucette Gaudiot